# خسوس نارو
خسوس نارو (انگلیسی: Jesús Narro; ۴ ژانویهٔ ۱۹۲۲ – ۱ ژوئیهٔ ۱۹۸۷) بازیکن فوتبال اهل اسپانیا بود.
از باشگاه‌هایی که در آن بازی کرده‌است می‌توان به باشگاه فوتبال اسپورتینگ خیخون، باشگاه فوتبال رئال مورسیا، و باشگاه فوتبال رئال مادرید اشاره کرد.